# Karim Benzema
Karim Mostafa Benzema (Lyon, 19 december 1987) is een Frans voetballer die doorgaans als aanvaller speelt. Hij tekende op 6 juni 2023 een driejarig contract bij het Saoedische Ittihad Club. Benzema debuteerde in 2007 in het Frans voetbalelftal. Benzema won onder andere vijfmaal de UEFA Champions League met Real Madrid, eenmaal de UEFA Nations League met het Frans voetbalelftal en was in 2022 winnaar van de Ballon d'Or.

## Persoonlijk leven
Benzema is een zoon van Algerijnse ouders. De vader van Karim Benzema is geboren in Tighzert in Kabylie, een Amazigh regio in het noorden van Algerije, terwijl zijn moeder Wahida Djebbara in Lyon geboren en opgegroeid is. De familie van Wahida Djebbara heeft haar wortels in het Algerijnse Oran. Karim Benzema groeide op in een gezin als middelste van zeven broers en zussen in Bron, een voorstad van Lyon. Zijn jongere broers Gressy en Sabri zijn ook voetballers. De eerste voetbalt bij Vaulx-le-Velin in de Division d'Honneur, de zesde divisie van het Franse voetbal. Sabri Benzema is actief bij de jeugdopleiding van een voetbalclub in Bron, de woonplaats van de familie Benzema.
Op 28 april 2010 werd door de Franse zender M6 gemeld dat vier Franse internationals verdachte waren in een onderzoek naar seks met een minderjarige in een nachtclub te Parijs. De volgende Franse internationals waren verdachte in deze zaak: Karim Benzema, Franck Ribéry, Hatem Ben Arfa en Sidney Govou. Karim Benzema werd ervan verdacht seks te hebben gehad met een zestienjarige prostituee, iets wat door Benzema werd ontkend via zijn advocaat. Op 20 juli 2010 werd Benzema ondervraagd door de Franse politie en aangeklaagd op beschuldiging van het aansporen van een minderjarige prostituee tot het hebben van seks. In november 2011 werd de officieren van justitie verzocht om de zaak te laten varen, omdat Benzema en Ribéry ten tijde van de gebeurtenissen niet op de hoogte waren van de leeftijd van de zestienjarige prostituee Zahia Dehar. De eerste hoorzitting in deze zaak werd gehouden in juni 2013.
In 2011 werd Benzema door zijn grootmoeder voor de rechter gedaagd toen hij weigerde om maandelijks een bedrag van €1.500,- over te maken. Zijn grootmoeder stelde dat zij moet rondkomen van een pensioen van €800,- per maand, niet genoeg om de huur en het voedsel van te betalen en dat ze een beroep op haar kleinzoon deed omdat ze in het verleden een belangrijk aandeel had in zijn opvoeding. De grootmoeder werd in het gelijk gesteld door de rechter. Benzema draagt regelmatig wat van zijn salaris van €708.000,- per maand over aan de moskee en de voedselbank, maar weigerde dat ook te doen voor zijn grootmoeder.
Benzema bracht de nacht van 4 op 5 november 2015 door in een Franse politiecel. Hij werd ervan verdacht te maken te hebben met de afpersing en chantage van Mathieu Valbuena. In 2021 werd hij wegens medeplichtigheid veroordeeld tot een voorwaardelijke gevangenisstraf en een boete in deze zaak. Benzema werd vanwege de affaire tot 2021 niet meer opgenomen in de Franse selectie. Begin juni 2022 zei de advocaat van Benzema dat hij in deze zaak geen hoger beroep zal aantekenen, omdat de eindeloos slepende rechtszaak hem heeft uitgeput.

## Clubcarrière

### Olympique Lyonnais
Benzema begon als achtjarige speler bij de amateurclub Bron Terraillon, een club in de buitenwijk van Lyon, maar al gauw werd hij ontdekt en aangetrokken door Olympique Lyonnais. Hier doorliep Benzema de jeugdelftallen van Olympique Lyonnais. Gezien Benzema al jarenlang gold als een van de grootste talenten van Frankrijk, kreeg de jonge spits zijn eerste profcontract. Op 15 januari 2005 debuteerde Benzema in het eerste elftal, maar hij kon nog niet te veel rekenen op veel speeltijd, aangezien er meer ervaren spelers in de selectie aanwezig waren.
Met de komst van de nieuwe trainer Alain Perrin kregen de talenten Benzema en zijn kameraad Hatem Ben Arfa tijdens het seizoen 2007/08 de kans zich definitief te bewijzen. Dat seizoen, waarin Benzema een vaste waarde werd in het eerste elftal, werd dan ook de definitieve doorbraak van Benzema. De spits bleek een doelpuntenmachine en groeide uit tot een publiekslieveling.
In november 2007 kwam een delegatie van Arsenal op bezoek in Lyon om Benzema aan het werk te zien. De Londense club bereidde een superbod voor op Benzema en diens ploeggenoot Ben Arfa. Voor het duo moest naar verluidt zo'n zestig miljoen euro worden neergelegd. Benzema werd ook gelinkt aan Juventus, Tottenham, Manchester United, FC Barcelona, Real Madrid en AC Milan, maar hij had niet de behoefte te willen vertrekken bij de landskampioen en verlengde zijn contract tot 2013.
In het seizoen 2008/09 begon Benzema met vijf competitietreffers in vier wedstrijden en belangrijke doelpunten in de UEFA Champions League. De aanvaller raakte in januari echter geblesseerd. Hoewel Lyon de competitie aanvoerde bij zijn terugkeer, kwam Benzema minder productief terug na zijn blessure. In de maanden maart en april begon de koploper Olympique Lyonnais aan een reeks waarin de ploeg collectief teleurstelde door punten te laten liggen tegen belangrijke concurrenten. Lyon eindigde het seizoen op de derde plaats. Desondanks maakte Benzema 23 doelpunten in 46 competitie-, UEFA Champions League- en bekerwedstrijden. Een gemiddelde van een doelpunt per twee wedstrijden. Op 1 juli 2009 werd via de officiële kanalen bekend dat Benzema voor €35.000.000,- de overstap naar Real Madrid maakte.

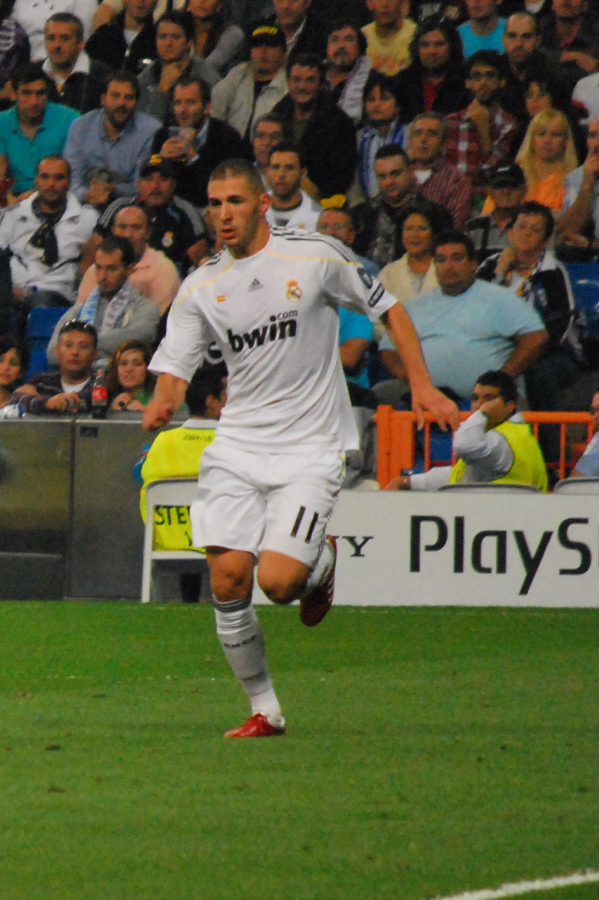
Karim Benzema bij Real Madrid.

Met ingang van het seizoen 2009/10 ging Benzema voor Real Madrid spelen. Hij werd daarmee na Kaká, Cristiano Ronaldo en Raúl Albiol de vierde aankoop onder het bewind van de nieuwe voorzitter Florentino Pérez. De Spaanse club had daarmee al meer dan €200.000.000,- uitgegeven aan spelerstransfers. Benzema tekende een contract voor zes jaar bij Real Madrid en werd dezelfde avond aan de supporters gepresenteerd in het Estadio Santiago Bernabéu in de Spaanse hoofdstad.
Benzema begon aan een sterk pré-seizoen, waarin hij met vijf doelpunten clubtopscorer werd van de voorbereiding. Benzema begon het seizoen 2009/10 aanvankelijk als basisspeler, maar verloor geleidelijk zijn plaats aan Gonzalo Higuaín. Daar waar de Argentijnse aanvaller direct presteerde, beleefde Benzema een teleurstellend eerste seizoen bij Real Madrid. Dit kan onder meer toegeschreven worden aan de taalbarrière (hij sprak nog geen Spaans), blessures aan de abductie en een sporthernia. Ondanks dit alles speelde Benzema 27 wedstrijden in de Primera División, waarin veertien als basisspeler. Hij maakte hierin acht doelpunten.
Karim Benzema heeft naar eigen zeggen een jaar nodig gehad om te integreren bij Real Madrid. De hoofdtrainer José Mourinho liet weten dat hij potentie ziet in Benzema en hem voor het seizoen 2010/11 zijn kansen zal geven. 'Hij snapt dat hij niet voor zichzelf moet spelen, maar dat hij een teamspeler moet worden. Ik wil dat hij weer gaat spelen zoals hij deed bij Lyon, of beter. Ik weet hoe goed hij is en daarom wil ik hem stimuleren,' aldus de Portugese coach van Real Madrid. In 2011 kwam Adebayor over van Manchester City, praatte Zidane vaak op hem in en viel Benzema vier kilogram af, drie redenen voor een piek in Benzema's vormcurve, met onder andere een maand maart waarin hij in negen dagen drie keer op rij twee doelpunten in een Spaanse competitiewedstrijd maakte.
Ook scoorde hij zowel in de uit- als thuiswedstrijd in de achtste finales van de UEFA Champions League tegen zijn ex-club Olympique Lyonnais, waardoor Real zich na zes jaar falen opnieuw bij de laatste acht kon mengen. Uiteindelijk werd Real uitgeschakeld in de halve finale door thuis met 0–2 van aartsrivaal Barcelona te verliezen en uit 1–1 gelijk te spelen.
In het seizoen 2011/2012 scoorde Benzema tweemaal in de tweede competitiewedstrijd tegen Getafe, dat Real met 0–6 versloeg. In de groepsfase van de UEFA Champions League scoorde Benzema tegen Ajax. Toen stond hij drie wedstrijden droog, maar scoorde hij daarna wel tegen Olympique Lyonnais (4–0), Villareal (3–0) en twee keer tegen Osasuna (7–1). In de UEFA Champions League scoorde Benzema twee keer tegen Dinamo Zagreb en ging Real door naar de knock-outfase met achttien punten uit zes wedstrijden. Benzema scoorde thuis tegen Barcelona na 22 seconden het snelste Clasico-doelpunt ooit. Real Madrid verloor alsnog met 1–3. In de Copa del Rey scoorde Benzema uit en thuis tegen Málaga. Real Madrid ging door naar de kwartfinale, waarin het aartsrivaal FC Barcelona trof. Ondanks een doelpunt van Benzema in Camp Nou werd Real Madrid uitgeschakeld door thuis met 1–2 te verliezen en in Camp Nou met 2–2 gelijk te spelen.
In de eerste knock-outfase van datzelfde jaar scoorde Benzema tegen CSKA Moskou, waardoor Real met 4–1 won en doorging naar de kwartfinale. In de competitie scoorde hij tegen Sevilla. In de halve finale trof Real Madrid Bayern München. Uit werd er door een laat doelpunt van Mario Gómez verloren met 2–1. In de thuiswedstrijd kwam Real Madrid op een 2–0-voorsprong, maar benutte Arjen Robben een strafschop en stond het na 90 minuten 2–1 voor Real Madrid. Nadat beide teams in de verlenging niet scoorden, werden er strafschoppen genomen. Bayern won die met 1–3. Op de laatste speeldag van de competitie scoorde Benzema tegen RCD Mallorca en werd Real Madrid kampioen. Benzema speelde in dit seizoen in totaal 40 wedstrijden en maakte 32 doelpunten.
Met vertrek van Cristiano naar Juventus in 2018 hoefde Benzema zich niet langer terug te laten vallen uit de spits om de Portugese superster op maat te bedienen. Sinds het vertrek van Cristiano maakte Benzema elk seizoen meer dan twintig competitiedoelpunten voor Real Madrid. In het laatste jaar voordat Cristiano vertrok scoorde hij maar vijf keer in La Liga.

## Clubstatistieken
| Seizoen     | Club               | Competitie       | Competitie | Competitie | Competitie | Beker | Beker | Beker | Europa | Europa | Europa | Totaal | Totaal | Totaal |
| Seizoen     | Club               | Competitie       | Wed.       | Dlp.       | Ass.       | Wed.  | Dlp.  | Ass.  | Wed.   | Dlp.   | Ass.   | Wed.   | Dlp.   | Ass.   |
| ----------- | ------------------ | ---------------- | ---------- | ---------- | ---------- | ----- | ----- | ----- | ------ | ------ | ------ | ------ | ------ | ------ |
| 2004/05     | Olympique Lyonnais | Ligue 1          | 6          | 0          | 1          | 0     | 0     | 0     | 0      | 0      | 0      | 6      | 0      | 1      |
| 2005/06     | Olympique Lyonnais | Ligue 1          | 13         | 1          | 4          | 2     | 2     | 2     | 1      | 1      | 0      | 16     | 4      | 6      |
| 2006/07     | Olympique Lyonnais | Ligue 1          | 22         | 5          | 6          | 3     | 1     | 0     | 3      | 2      | 0      | 28     | 8      | 6      |
| 2007/08     | Olympique Lyonnais | Ligue 1          | 36         | 20         | 11         | 9     | 7     | 0     | 7      | 4      | 2      | 52     | 31     | 13     |
| 2008/09     | Olympique Lyonnais | Ligue 1          | 36         | 17         | 4          | 3     | 1     | 0     | 8      | 5      | 2      | 47     | 23     | 6      |
| Club totaal | Club totaal        | Club totaal      | 113        | 43         | 26         | 17    | 11    | 2     | 19     | 12     | 4      | 149    | 66     | 32     |
| 2009/10     | Real Madrid        | La Liga          | 27         | 8          | 5          | 1     | 0     | 0     | 5      | 1      | 1      | 33     | 9      | 6      |
| 2010/11     | Real Madrid        | La Liga          | 33         | 15         | 6          | 7     | 5     | 6     | 8      | 6      | 1      | 48     | 26     | 13     |
| 2011/12     | Real Madrid        | La Liga          | 35         | 21         | 13         | 7     | 4     | 3     | 11     | 7      | 6      | 53     | 32     | 22     |
| 2012/13     | Real Madrid        | La Liga          | 30         | 11         | 13         | 10    | 4     | 5     | 10     | 5      | 5      | 50     | 20     | 23     |
| 2013/14     | Real Madrid        | La Liga          | 35         | 17         | 12         | 6     | 2     | 1     | 11     | 5      | 8      | 52     | 24     | 21     |
| 2014/15     | Real Madrid        | La Liga          | 29         | 15         | 12         | 5     | 0     | 1     | 12     | 7      | 3      | 46     | 22     | 16     |
| 2015/16     | Real Madrid        | La Liga          | 27         | 24         | 11         | 0     | 0     | 0     | 9      | 4      | 0      | 36     | 28     | 11     |
| 2016/17     | Real Madrid        | La Liga          | 29         | 11         | 6          | 3     | 1     | 1     | 16     | 7      | 2      | 48     | 19     | 9      |
| 2017/18     | Real Madrid        | La Liga          | 32         | 5          | 11         | 3     | 2     | 0     | 12     | 5      | 0      | 47     | 12     | 11     |
| 2018/19     | Real Madrid        | La Liga          | 36         | 21         | 8          | 6     | 4     | 1     | 11     | 5      | 4      | 53     | 30     | 13     |
| 2019/20     | Real Madrid        | La Liga          | 37         | 21         | 8          | 3     | 1     | 1     | 8      | 5      | 3      | 48     | 27     | 12     |
| 2020/21     | Real Madrid        | La Liga          | 34         | 23         | 12         | 2     | 1     | 0     | 10     | 6      | 0      | 46     | 30     | 12     |
| 2021/22     | Real Madrid        | La Liga          | 32         | 27         | 12         | 2     | 2     | 1     | 12     | 15     | 2      | 46     | 44     | 15     |
| 2022/23     | Real Madrid        | La Liga          | 24         | 19         | 3          | 7     | 6     | 1     | 12     | 6      | 2      | 43     | 31     | 6      |
| Club totaal | Club totaal        | Club totaal      | 440        | 238        | 132        | 62    | 32    | 21    | 147    | 84     | 37     | 649    | 354    | 190    |
| 2023/24     | Ittihad Club       | Saudi Pro League | 21         | 9          | 7          | 3     | 2     | 0     | 5      | 2      | 1      | 29     | 13     | 8      |
| 2024/25     | Ittihad Club       | Saudi Pro League | 24         | 17         | 8          | 3     | 2     | 0     | —      | —      | —      | 27     | 19     | 8      |
| Club totaal | Club totaal        | Club totaal      | 45         | 26         | 15         | 6     | 4     | 0     | 5      | 2      | 1      | 56     | 32     | 16     |
| TOTAAL      | TOTAAL             | TOTAAL           | 598        | 307        | 173        | 85    | 47    | 24    | 171    | 98     | 42     | 787    | 452    | 238    |

Bijgewerkt tot en met 16 april 2025.

## Interlandcarrière
Frankrijk onder 17
In 2004 nam Benzema met Frankrijk onder 17 deel aan het Europees kampioenschap onder de 17 jaar. Benzema had een belangrijk aandeel in de overwinningen tijdens het toernooi, waardoor Frankrijk zich plaatste voor de finale. Uiteindelijk won Frankrijk het EK onder 17 jaar door de finale te winnen van Spanje met 2–1. Samen met Hatem Ben Arfa en Samir Nasri wordt de aanvaller gezien als de vertegenwoordigers van een zeer getalenteerde lichting Franse voetballers.
Frankrijk

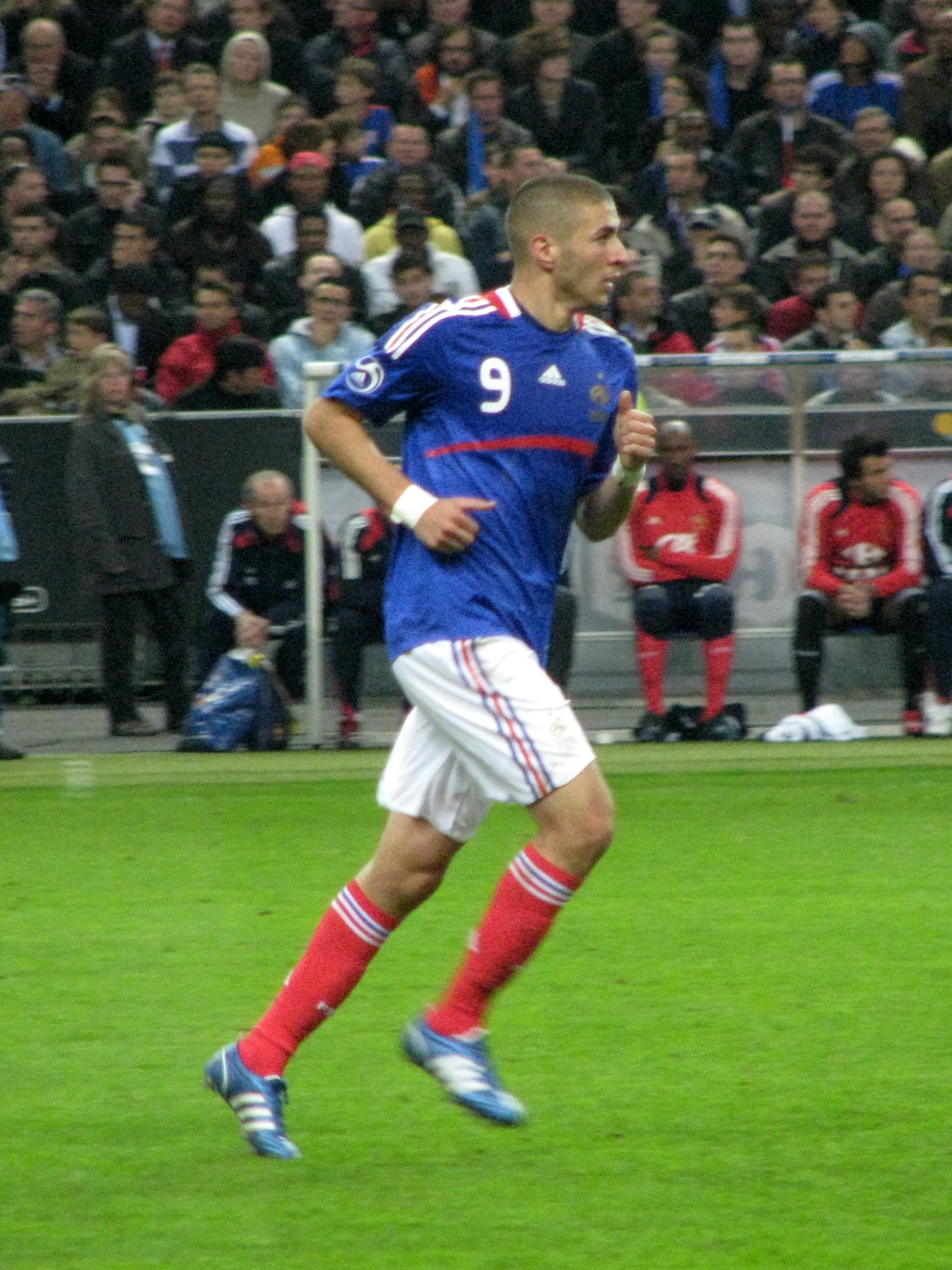
Benzema als Frans international.

Na te hebben gespeeld voor de Franse jeugdelftelftallen, maakte hij op 28 maart 2007 zijn debuut in het Franse A-elftal in de interland tegen Oostenrijk. Hij scoorde tijdens zijn debuut voor Les Bleus. Sindsdien wist de jonge voetballer indruk te maken op de bondscoach Raymond Domenech en wist hij de sportieve concurrentiestrijd te winnen van de ervaren spits David Trezeguet. Door zijn goede optreden tijdens het seizoen 2007/2008 met zowel het Frans elftal als Olympique Lyonnais, werd Benzema opgenomen in de definitieve selectie voor het Europees kampioenschap voetbal 2008. Hoewel Frankrijk favoriet was voor de titel, liep dit toernooi uit op een teleurstelling, mede vanwege Raymond Domenech. De bondscoach speelde met een zeer talentvolle selectie voornamelijk behoudend en verdedigend voetbal en had zelf een tekort aan tactische concepten. Frankrijk wist als collectief slechts een doelpunt te maken in de poulefase. Benzema speelde tijdens het EK 2008 twee interlands.
Na het teleurstellende WK van 2010, snakte het geplaagde Frankrijk naar goede resultaten. De nieuwe bondscoach Laurent Blanc vernieuwde de selectie om te bouwen aan een nieuw sterk Frankrijk, waarin Benzema een van de nieuwe steunpilaren diende te worden. Benzema speelde zijn eerste wedstrijd onder leiding van Blanc tegen Bosnië-Herzegovina. Het 'vernieuwde Franse elftal' won deze wedstrijd met 2–0, aan de hand van Karim Benzema, die ook de openingstreffer maakte. Hij nam met Les Bleus deel aan het EK voetbal 2012 in Polen en Oekraïne, waar de ploeg van bondscoach Laurent Blanc in de kwartfinales werd uitgeschakeld door titelverdediger Spanje: 2–0.
In oktober 2015 speelde Benzema zijn laatste interland, vanwege een gerechtelijk onderzoek dat werd ingesteld naar mogelijke betrokkenheid van Benzema bij de afpersing van collega-international Mathieu Valbuena. Door deze kwestie werd Benzema niet meer geselecteerd voor het nationale elftal en miste hij zowel het EK 2016 als het WK 2018.
In mei 2021 werd Benzema, zes jaar na zijn laatst gespeelde interland, benaderd door bondscoach Didier Deschamps voor de selectie van het EK 2020.
Aan het WK 2022 kon hij door een blessure niet deelnemen. Hij was wel ingeschreven voor het toernooi en kreeg de zilveren medaille omgehangen.
Benzema zette op 19 december 2022, een dag na de verloren WK finale van Frankrijk, zijn interlandcarrière voorgoed stop. Benzema speelde 97 duels voor Frankrijk en scoorde 37 keer.

## Erelijst
Als speler
 Olympique Lyonnais
- Coupe de France: 2007/08
- Ligue 1: 2004/05, 2005/06, 2006/07, 2007/08
- Trophée des Champions: 2006, 2007

 Real Madrid
- FIFA Club World Cup: 2014, 2016, 2017, 2018, 2022
- UEFA Super Cup: 2014, 2016, 2017, 2022
- UEFA Champions League: 2013/14, 2015/16, 2016/17, 2017/18, 2021/22
- Copa del Rey: 2010/11, 2013/14, 2022/23
- Primera División: 2011/12, 2016/17, 2019/20, 2021/22
- Supercopa de España: 2012, 2017, 2019/20, 2021/22

 Frankrijk onder 17
- UEFA EK onder 17: 2004

 Frankrijk
- UEFA Nations League: 2020/21

Individueel als speler
- Bravo Award: 2008
- Topscorer Ligue 1: 2007/08
- UNFP Ligue 1 – Speler van de Maand: januari 2008, april 2008
- UNFP Ligue 1 – Speler van het Jaar: 2007/08
- UNFP Ligue 1 – Team van het Jaar: 2007/08
- UNFP – Beste Franse Speler buiten Frankrijk: 2018/19, 2020/21
- Étoile d'Or: 2007/08
- UEFA Champions League – Elftal van het Seizoen: 2020/21
- UEFA Champions League – Meeste Assists: 2011/12
- La Liga – Speler van de Maand: oktober 2014, juni 2020, maart 2021, september 2021
- France Football – Frans Speler van het Jaar: 2011, 2012, 2014, 2021
- UEFA La Liga – Team van het Seizoen: 2019/20
- Trofeo Alfredo Di Stéfano: 2019/20
- MARCA – Beste Speler in 2019/20 (gekozen door lezers)
- L'Équipe – Team van het Jaar: 2020 (gekozen door lezers)
- Onze d'Or: 2020/21
- ESM – Team van het Jaar: 2020/21
- UEFA EK – Bronzen Schoen: 2020
- UEFA Nations League – Bronzen Schoen: 2021
- UEFA Nations League – Doelpunt van het Toernooi: 2021
- Ballon d'Or: 2022